# Валяшко Микола Овксентійович
Валя́шко Мико́ла Овксе́нтійович (нар. 20 березня 1871, Куп'янськ, Харківська губернія — 25 січня 1955, Харків) — український вчений у галузі хімії та фармації.

## Біографія
Народився Микола Овксентійович Валяшко у 1871 році у сім'ї аптекаря. Через постійні фінансові проблеми родині доводилося часто переїжати з міста у місто, тому Микола в Бєлгородській гімназії провчився лише 4 роки. Після переїзду родини до Харкова у 1887 році Валяшко почав працювати учнем в аптеці. У харківських аптеках він працював аж до 1895.
У 1889, склавши на «відмінно» екзамени при Харківському університеті, він отримує звання аптекарського помічника. У 1893 Валяшко переходить на роботу до аптек при клініках Харківського університету. Окрім роботи він одночасно здобував освіту, навчаючись на фармацевтичних курсах медичного факультету, які закінчив у 1895, відмінно склавши іспит на звання провізора. Після цього він влаштувався до фармацевтичної лабораторії Харківського університету, де працював до 1909 року.
У 1900 році Валяшко поїхав на стажування до Марбурзького університету, де протягом одного року працював під керівництвом професорів Е. Шмідта та А. Майєра. У травні 1903 у Харківському університеті він захистив магістську роботу «Хімічне дослідження глюкозиду рутину з рути». Там же, 29 травня 1904, закінчив відділення фізико-математичного факультету. У 1905 був затверджений на посаду приват-доцента кафедри фармації. Восени 1906 Валяшко склав іспит на ступінь магістра хімії при фізико-математичному факультеті.
1 травня 1908 М. О. Валяшка відправляється за кордон на дворічну підготовку до отримання професорського звання. За цей він працював у Німеччині, в Лецпцизі у професора А. Ганча, з фізико-хімії у професора Лебляна та з фізики у професора Де-Кудра. Перебуваючи за кордоном, вступив до німецького (у 1908) та англійського (у 1910) хімічних товариств.
По поверненню, 31 грудня 1909, Валяшка було обрано екстраординарним професором кафедри фармації та фармакогнозії медичного факультету Харківського університету, а з 6 квітня 1915 — ординарним професором. З 13 жовтня 1910 по 1 жовтня 1922 Микола Овксентійович працював також професором аналітичної хімії при медичному інституті. 
22 березня 1919 Валяшко здобув ступінь магістра хімії без захисту дисертації, а 22 вересня того ж року захистив докторську дисертацію «Спектри поглинання та конституція похідних бензолу» на фізико-математичному факультеті Харківського університету. У листопаді 1919 Миколу Овксентійовича обрали професором кафедру органічної хімії хімічного факультету Харківського технологічного інституту, а у 1930 році, при реорганізації інституту, переведений професором органічної хімії до Хіміко-технологічного інституту.
Валяшко був першим ректором новоствореного Харківського фармацевтичного інституту (у 1921—1922 роках). У ті ж роки він завідував Відділом технічної мікробіології бактеріологічного інституту Медичного товариства. У 1922 при організації науково-дослідних кафедр Микола Овксентійович став завідувачем секції ароматичних речовин на кафедрі органічної хімії, а у 1924 — завідувачем кафедри фармацевтичної хімії.
У 1924 М. О. Валяшко входив до складу комісії з видання Державної фармакології при НКЗ в Москві. Того ж року його обрали професором фармацевтичної хімії та фармакогнозії у Харківському фармацевтичному технікумі. З 1 жовтня 1924 був завідувачем секції хімічних та фізико-хімічних досліджень при Народному комісаріаті юстицій в Харкові.
У 1925 в Харківському фармацевтичному інституті була створена перша в Радянському Союзі науково-дослідна кафедра фармацевтичної хімії для підготовки наукових працівників-фармацевтів, яку очолював професор М. О. Валяшко. 29 травня 1939 постановою Всесоюзного комітетк у справах вищої школи його затвердили доктором фармацевтичних наук.
Із початком німецько-радянської війни Микола Овксентійович евакуювався разом з Хіміко-технологічним інститутом до міста Чирчик, що у Ташкентській області, а по закінченню бойових дій у 1944 році він повернувся до Харкова і 23 березня відновив наукову та викладацьку діяльності: спочатку в хіміко-технологічному, а з квітня — й у фармацевтичному інституті.
Помер Микола Валяшко 25 січня 1955, у віці 84 років.

## Науковий внесок
До сфер наукових інтересів Валяшка належали:
- хімія лікарських речовин, дослідження їхньої будови за даними спектрів поглинання в ультрафіолетому діапазоні;
- вивчення хімічних властивостей адоніну, рутину, робініну, кемпферолу;
- вивчення складових частин плодів крушини, зразків ефірних олій;
- роботи над подальшим розвитком ідей О. М. Бутлерова та В. В. Марковникова.

Серед наукових досягнень слід відзначити встановлення закономірностей спектрів поглинання ароматичних та гетероциклічних сполук, висновки про будову молекул. За результатами досліджень він опублікував понад 100 наукових праць, багато з яких були присвячені судовій медицині. Ним підготовлено 3 доктори і 93 кандидати наук. У 1925—1928 роках Валчшко обіймав посаду відповідального редактора «Украинского химического журнала», а в 1928—1930 був редактором «Великої медичної енциклопедії».
Брав участь у ряді наукових товариств:
- фармацевтичного при Харківському університеті (з 1895 був членом, з 1898 по 1900 — секретарем);
- медичного при Харківському університеті (з 1898);
- фізико-хімічних наук при Харківському університеті (з 1898, секретарем з 1903, товаришем голови з 1925, головою з 1930, до реорганізації товариства в 1934 у відділ Менделеєвського товариства);
- Петербурзького (пізніше Ленінградського) фізико-хімічного товариства (1914—1934);
- Німецького хімічного товариства (з 1908 до листопаду 1937);
- Лондонського хімічного товариства (1910—1939);
- Московської науково-фармацевтичної асоціації (член-кореспондент з 1927);

## Організатор освіти
З 1895 і до останніх днів свого життя М.Валяшко займався підготовкою хіміків, інженерів, фармацевтів і створенням наукових кадрів, одночасно здійснюючи науково-дослідницьку і громадську роботу. Особливо важлива роль належить Миколі Овксентійовичу у справі підготовки фармацевтичних кадрів, так як саме він був ініціатором постановки питання з організації в Україні самостійної фармацевтичної освіти.
Він брав безпосередню участь в розробці планів та навчальних програм для фармацевтичних та відповідних дисциплін, зокрема, у реорганізації викладання аналітичної хімії для фармацевтів (1896), в організації викладання фармацевтичної хімії та фармакогнозії (1905—1910).
За ініціативи харківських фармацевтів (професорів Валяшка, Красовського, А. Д. Розенфельда, магістра Л. Розенфельда), а також фармацевтичної громадськості, Харкова піднялося питання про необхідність створення фармацевтичного інституту, за створення якого Валяшко виступав ще у 1915. Відповіний заклад — Харківський фармацевтичний інститут — було створено у 1921 році і його першим ректором став саме Микола Валяшко.
Завдяки набутому авторитету харківської фармацевтичної школи делегація, до складу якої увійшли харківські професори М. Валяшко, Л. Розенфельд, Ю. Коршун, взял участь у роботі Всеукраїнської конференції з фармацевтичної освіти (5—8 липня 1932 року), де розглядалося питання щодо розробки навчальної програми для фармацевтичних вузів всієї країни. До початку 1940-х років вчені під керівництвом професора М.Валяшка остаточно розробили вдосконалену структуру вищого навчального закладу фармацевтичного профілю і програму підготовки провізорів, яка обговорювалась не тільки в УРСР, але і в РРФСР, і була прийнята для всіх фармацевтичних вищих навчальних закладів країни.

## Відзначення діяльності
У 1944 році, в рамках святкування 75-річчя Російського хімічного товариства імені Д. І. Менделєєва, Миколу Валяшка нагороджують Орденом Трудового Червоного Прапора. Крім того, М. О. Валяшко був удостоєний звання заслуженого діяча науки УРСР, нагороджений Орденом Леніна, медаллю «За доблесну працю у Великій Вітчизняній війні».
У червні 1948 Валяшку запропонували посаду дійсного члена Української академії, але він відмовився, обґрунтувавши своє рішення похилим віком і перенесеною хворобою — склерозом коронарних судин серця.
Його ім'я увічнено як на малій батьківщині, в місті Куп'янську, де його ім'я носить аптека № 63 (в якій працював Микола Овксентійович), а також у Харкові, де він провів більшу частину свого життя — на території Національного фармацевтичного університету було відкрито пам'ятник Валяшку як частину скульптурної композиції «Особистості фармації».

## Основні праці
- Химическое исследование глюкозида рутина из руты (дис. на ступінь магістра). — Х., 1903;
- Спектры поглощения и конституция производных бензола (докт. дис.). — Х., 1918;
- О глюкозиде робинине // Журн. р. физ.-хим. общ-ва. — 1904. — Т. 242;
- Современное состояние вопроса о листьях наперстянки // Харьков. медиц. журн. — 1907. — Т. 45; * Спектры поглощения и конституция производных бензола. I. Фенол-альдегиды, бензальдегид и фенол // Журн. р. физ.-хим. общ-ва. — 1910. — Т. 42;
- Спектры поглощения и конституция производных бензола. VIII. Бенз-анти-альдоксим и бенз-синальдоксим // Журн. р. физ.-хим. об-ва. — 1914. — Т. 46;
- Спектры поглощения и конституция производных бензола. IX. О ди-окси-бензальдегидах // Журн. р. физ.-хим. общ-ва. — 1926. — Т. 58;
- О приготовлении стойкого спиртового раствора едкого натра и о реакции с едкой щелочью на альдегиды в хлороформе // Фармац. журн. — 1928. — Т. 34;
- Алкалоиды. — БМЭ. — 1928. — Т. I; Глюкозиды. — БМЭ. — 1929. — Т. VI; О синтезе антипирина // Укр. хим. журн. — 1930. — Т. V (співавт.);
- К изучению растительного сырья Украины. I. О переработке люпилина на смолу, эфирное масло и жирные кислоты // Укр. хим. журн. — 1935. — Т. Х (співавт.);
- К изучению растительного сырья Украины. II. Эфирные масла // Укр. хим. журн. — 1937. — Т. XII (співавт.);
- Спектры поглощения в ультрафиолете N-фенильных производных пиразолона. I. Фенилгидразин // ЖОрХ. — 1940. — № 10 (співавт.);
- Спектры поглощения и структура производных бензола. XI. Ацетофенон // ЖОрХ. — 1946. — Т. 16 (співавт.);
- Спектры поглощения и структура производных бензола. XII. 2- и 4-окси-ацетофеноны и их метиловые эфиры // ЖОрХ. — 1947. — Т. 17 (співавт.);
- Спектры поглощения и структура производных бензола. XIV. Полярографическое и потенциометрическое исследование ацетофенона и его производных // ЖОрХ. — 1948. — Т. 18 (співавт.);
- Спектры поглощения и структуры производных жаропонижающих производных фенилгидразина. I. β-ацильные производные фенилгидразина // ЖОрХ. — 1950. — Т. 20 (співавт.);
- Спектры поглощения и структуры производных жаропонижающих производных фенилгидразина. III. Спектры поглощения и структуры местноанестезирующих производных пиразолина // ЖОрХ. — 1953. — Т. 23 (співавт.);
- Спектры поглощения и тонкое строение бензола. XVIII. 3,4-диокси-ацетофенон и его метиловые эфиры // ЖОрХ. — 1956. — Т. 26 (співавт.).